# دنورز (مینه‌سوتا)
دنورز، مینه‌سوتا (به انگلیسی: Danvers, Minnesota) یک شهر در ایالات متحده آمریکا است که در مینه‌سوتا واقع شده‌است.

## خصوصیات
دنورز ۱٫۹۲ کیلومترمربع مساحت و ۹۷ نفر جمعیت دارد و ۳۱۴ متر بالاتر از سطح دریا واقع شده‌است.